# Jevgenia Medvedeva (kunstschaatsster)
Jevgenia Armanovna Medvedeva (Russisch: Евге́ния Арма́новна Медве́дева) (Moskou, 19 november 1999) is een Russisch voormalig kunstschaatsster. Medvedeva werd in 2015 wereldkampioene bij de junioren en in 2016 en 2017 Europees- en wereldkampioene. Ze nam onder olympische vlag deel aan de Olympische Winterspelen 2018 in Pyeongchang en won er twee zilveren medailles, een voor haar individuele prestaties en een met het team.

## Biografie

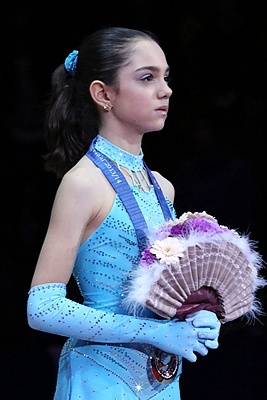
Medvedeva in 2013

De half-Armeense Medvedeva begon op driejarige leeftijd met kunstschaatsen. Bij de Russische nationale kampioenschappen in 2013/14 eindigde ze als zevende bij de senioren en als vierde bij de junioren. Ze mocht de geblesseerde Maria Sotskova vervangen op de WK junioren 2014. Daar won Medvedeva, achter haar landgenoten Jelena Radionova en Serafima Sachanovitsj, de bronzen medaille. Het jaar erop won ze brons bij de nationale kampioenschappen voor senioren, maar was ze nog niet oud genoeg om deel te mogen nemen aan de internationale kampioenschappen voor senioren. Anna Pogorilaja nam haar plaats in bij de EK en WK 2015.
Medvedeva nam wel deel aan de WK junioren 2015, waar ze wereldkampioene werd en met 68.48 punten een nieuw wereldrecord bij de junioren vestigde op de korte kür. In 2015/16 won ze het nationale seniorenkampioenschap en veroverde de gouden medaille bij ISU Grand Prix-finale. Enige maanden later won ze ook de EK en de WK. Ze prolongeerde in 2017 de Europese- en wereldtitel. Door een gebroken voet miste ze in december 2017 zowel de Grand Prix-finale als de Russische nationale kampioenschappen. Haar trainingspartner Alina Zagitova nam beide titels van haar over. Tegelijkertijd lobbyde Medvedeva actief om Rusland in 2018 aan de Olympische Winterspelen in Pyeongchang mee te laten doen. Of ze op tijd zou zijn hersteld, zodat ze er zelf bij kon zijn, was lang onduidelijk. Medvedeva nam in januari 2018 wel deel aan de Europese kampioenschappen, maar werd er verslagen door Zagitova. Vlak erna werd Medvedeva, samen met Zagitova en Sotskova, geselecteerd om deel te nemen aan de Olympische Winterspelen.

## Persoonlijke records
Behaald tijdens ISU-wedstrijden. 
|                     | punten | datum      | toernooi          |
| ------------------- | ------ | ---------- | ----------------- |
| Hoogste totaalscore | 241.31 | 23-04-2017 | World Team Trophy |
| Hoogste korte kür   | 081.61 | 21-02-2018 | OS                |
| Hoogste lange kür   | 160.46 | 20-04-2017 | World Team Trophy |

## Belangrijke resultaten
| Kampioenschap            | 10/11 | 11/12 | 12/13 | 13/14 | 14/15 | 15/16         | 16/17         | 17/18         | 18/19         | 19/20         | 20/21         |
| ------------------------ | ----- | ----- | ----- | ----- | ----- | ------------- | ------------- | ------------- | ------------- | ------------- | ------------- |
| Olympische Spelen        |       |       |       |       |       |               |               | · (team)      |               |               |               |
| Wereldkampioenschap      |       |       |       |       |       | Goud          | Goud          | t.z.t.        | Brons         |               |               |
| Europees kampioenschap   |       |       |       |       |       | Goud          | Goud          | Zilver        |               |               |               |
| Grand Prix-finale        |       |       |       |       |       | Goud          | Goud          | t.z.t.        |               |               |               |
| Nationaal kampioenschap  |       | 8e    |       | 7e    | Brons | Goud          | Goud          | t.z.t.        | 7e            | t.z.t.        | t.z.t.        |
| WK junioren              |       |       |       | Brons | Goud  | geen deelname | geen deelname | geen deelname | geen deelname | geen deelname | geen deelname |
| Junior Grand Prix-finale |       |       |       | Brons | Goud  | geen deelname | geen deelname | geen deelname | geen deelname | geen deelname | geen deelname |
| NK junioren              | 12e   | 6e    | 4e    | 4e    | Goud  | geen deelname | geen deelname | geen deelname | geen deelname | geen deelname | geen deelname |

t.z.t. = trok zich terug